# Centrochelys
Centrochelys é um gênero de tartaruga.
Contém uma espécie existente e várias espécies extintas:
- †Centrochelys atlantica[1]
- †Centrochelys burchardi[1]
- †Centrochelys marocana[1]
- †Centrochelys robusta[1]
- †Centrochelys vulcanica[1]
- Centrochelys sulcata